# Торе дел Папа-Туфо Ранцани (Фрозиноне)
Торе дел Папа-Туфо Ранцани је насеље у Италији у округу Фрозиноне, региону Лацио.
Према процени из 2011. у насељу је живело 327 становника. Насеље се налази на надморској висини од 302 м.